# Nuclearmontaj
Nuclearmontaj este o companie specializată în montarea și repararea echipamentelor în centrale nucleare din România.
De asemenea activează și în sectorul construcțiilor.
Compania este implicată în montarea echipamentelor de la Centrala nucleară de la Cernavodă încă de la începerea lucrărilor.
Nuclearmontaj face parte din grupul Tender începând cu anul 2000.
Cifra de afaceri:
- 2006: 26 milioane lei[3]
- 2005: 52 milioane lei[3]